# Pie-grièche schach
Lanius schach
Espèce
Statut de conservation UICN

 LC  : Préoccupation mineure

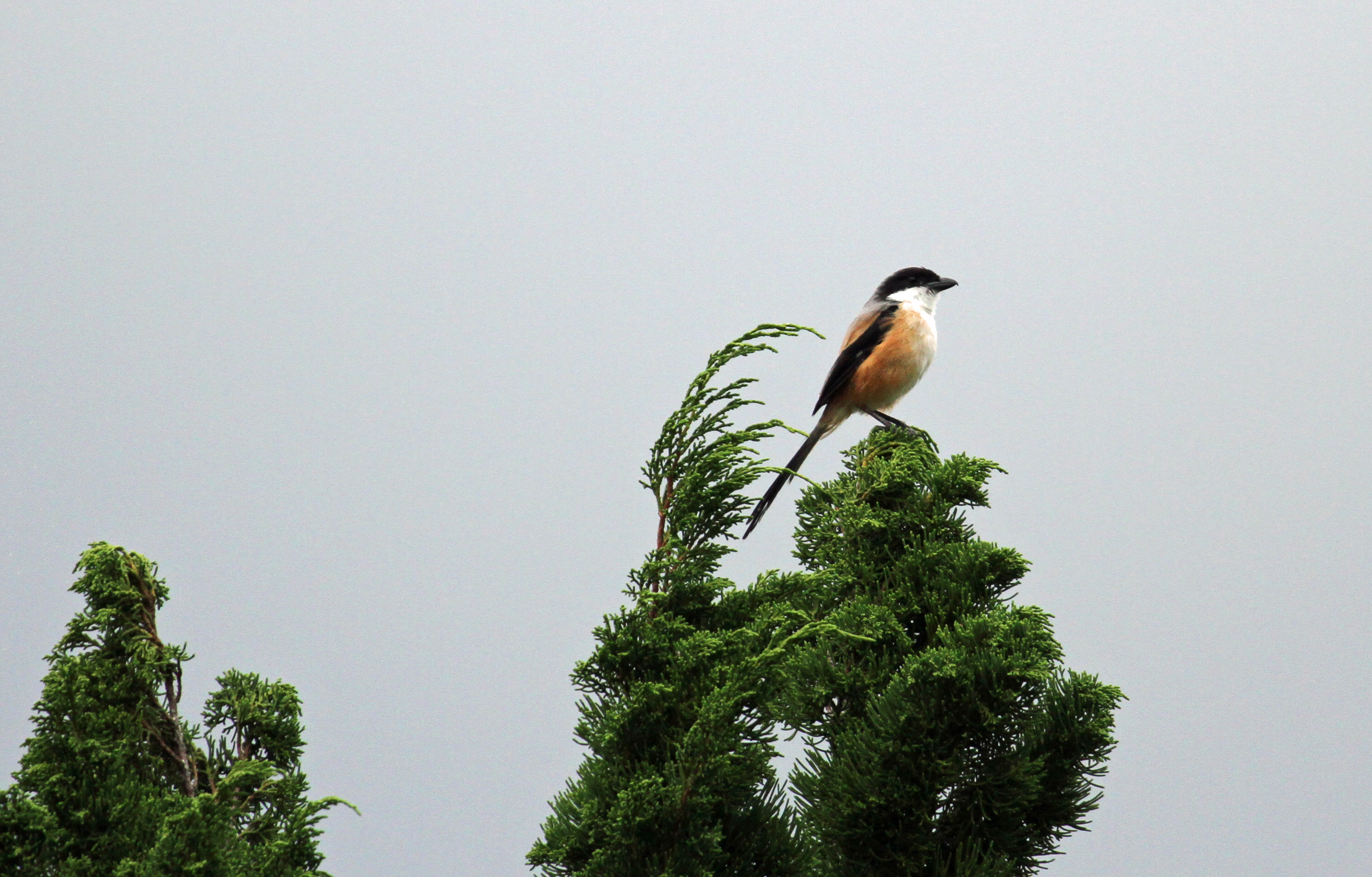
Pie-grièche schach balinaise

La Pie-grièche schach (Lanius schach) est une espèce de passereau de la famille des Laniidae, que l'on trouve dans plusieurs régions d'Asie, sous différentes variétés de plumage. 

## Description
Cet oiseau de taille moyenne mesure environ 25 cm de long.
Bien qu'il y ait des différences considérables dans le plumage des sous-espèces, elles ont toutes une longue queue noire et étroite, un masque noir, un dos et des flancs roux et une petite tache blanche sur les épaules.

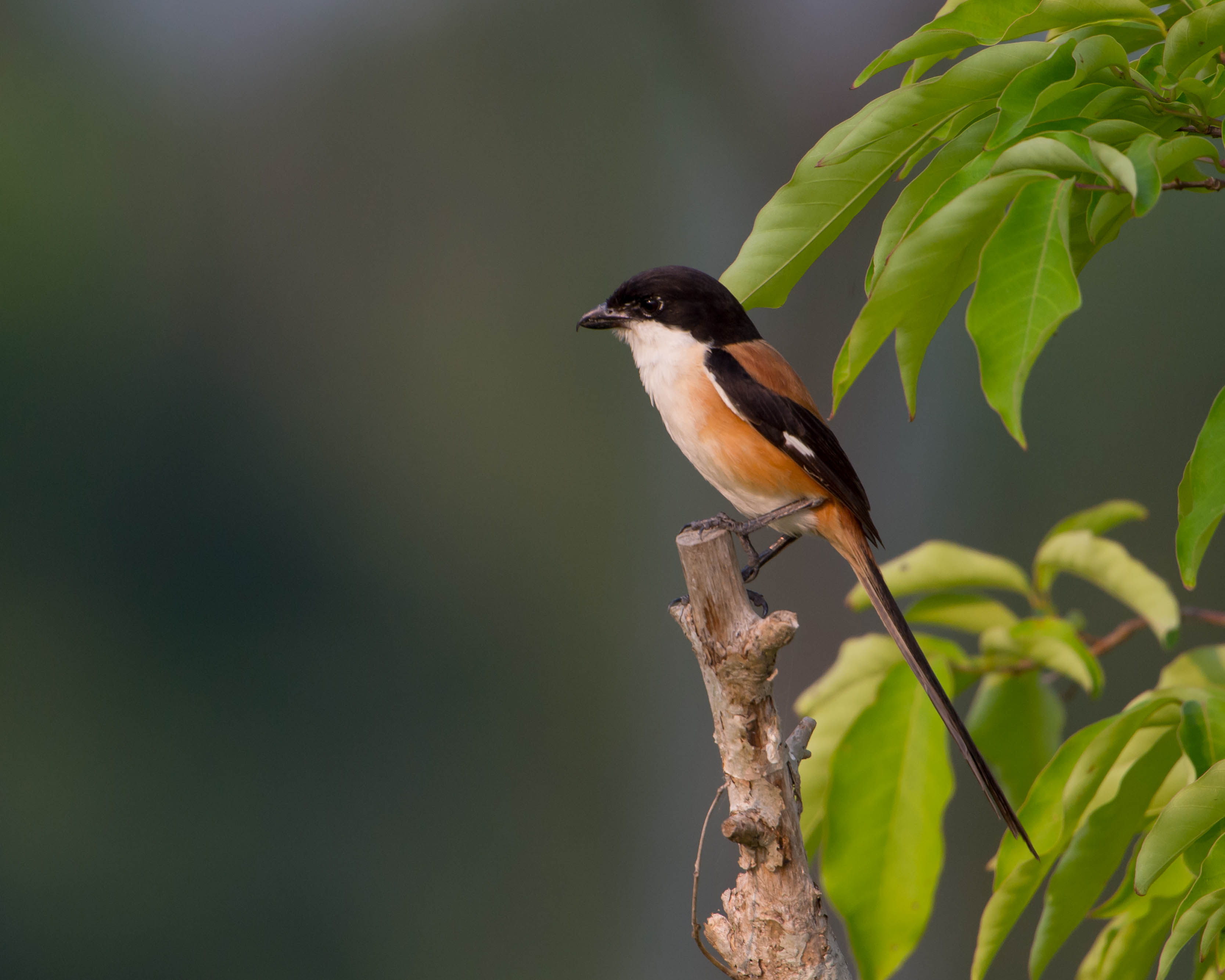
Pie-grièche schach, Bueng Boraphet, Thaïlande

Comme un petit rapace, la pie-grièche chasse, à l'affût sur un perchoir dégagé, des petits rongeurs, des oiseaux, des lézards, des grenouilles, des crabes et aussi de gros insectes. Elle a pour usage d'empaler ses plus grosses proies sur des épines ou autres objets pointus afin de les stocker et pour les dépecer plus facilement.

## Répartition
Cet oiseau se trouve en Inde, en Chine central et du sud, en Asie du Sud-Est, aux Philippines et en Nouvelle-Guinée.

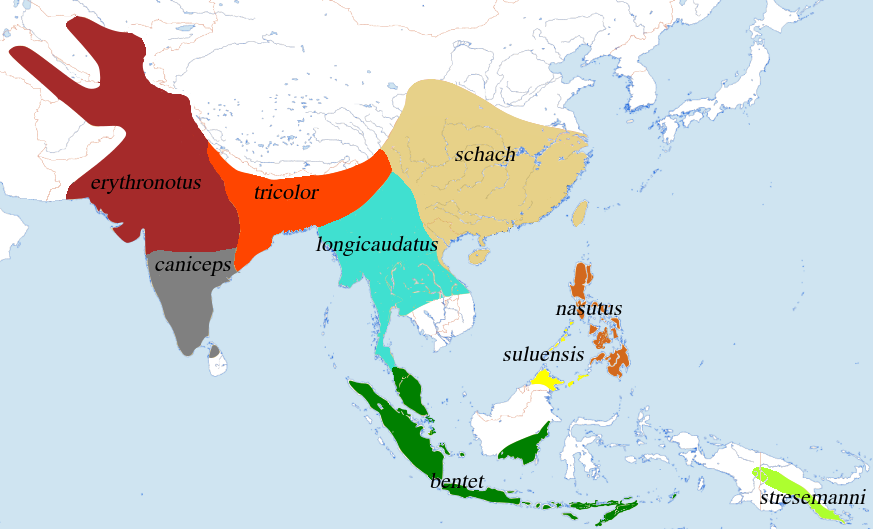
Distribution des sous-espèces de la pie-grièche schach

## Habitat
Cette espèce vit dans les climats tropicaux, généralement à l'orée des forêts, dans les lieux couverts de buissons ou à côté des plantations, dans les clairières, les jardins et aux bords des routes.

## Sous-espèces
Il en existe neuf sous-espèces :
- Lanius schach erythronotus (Vigors, 1831) — est de l'Asie centrale, Afghanistan et Pakistan
- Lanius schach caniceps Blyth, 1846 — Asie du Sud
- Lanius schach tricolor Hodgson, 1837 — du Népal au sud de la Chine et nord de l'Indochine
- Lanius schach schach Linné, 1758 — sud de la Chine et nord du Viêt Nam
- Lanius schach longicaudatus Ogilvie-Grant, 1902 — Thaïlande et Laos
- Lanius schach bentet Horsfield, 1821 — Insulinde
- Lanius schach nasutus Scopoli, 1786 — Philippines
- Lanius schach suluensis (Mearns, 1905) — archipel de Sulu
- Lanius schach stresemanni Mertens, 1923 — est de la chaîne Centrale (Nouvelle-Guinée)

## Reproduction

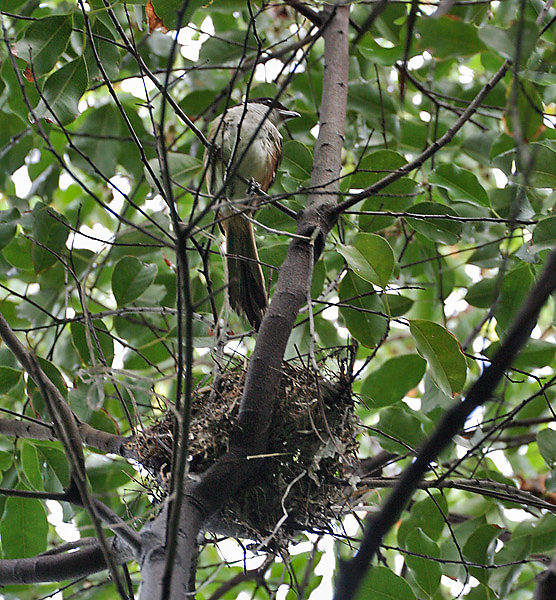
Nid de pie-grièche schach

La saison des amours a lieu de février à juin.
Les couples construisent dans un buisson épineux ou un acacia, à une hauteur de 2 ou 3 m, un nid de rameaux et de chaumes tapissé de racines et d'herbes. 
La femelle pond de 2 à 4 œufs jaunes ou vert clair avec des taches brunes et grises puis elle les couve pendant 2 semaines. 
Les oisillons sont nourrit par leurs parents pendant environ 25 jours d'insectes, de larves et de petits invertébrés ; ils prennent leur premier envol au bout de 2 semaines.
Parfois la pie-grièche couve et élève à son insu des coucous, essentiellement des coucous gris, des coucous shikra et des coucous jacobins.